# Erzsébetbánya község
Erzsébetbánya község (románul: Comuna Băiuț) község Máramaros megyében, Romániában. Központja Erzsébetbánya, beosztott falvai Kohóvölgy, Rákosfalva.

## Népessége
A 2011-es népszámlálás adatai alapján a község népessége 2340 fő volt.